# Victoria Boulitko
Victoria Boulitko (ukrainien : Булітко Вікторія Сергіївна, née le 25 janvier 1983 à Zaporijjia) est une présentatrice et actrice de télévision.

## Biographie
Elle a fait ses études à l'université nationale de Zaporijia.
Vicroria a tourné dans de nombreuses série comme Online («Онлайн») sur la chaîne NLO TV, décline en Online2, Online/horsline (Онлайн. Поза мережею), Online 4 ; mais aussi dans Seul face à la nature saison 1 et 2.
Présentatrice pour KVN ou pour Qui est au sommet ?' («Хто зверху?») pour Novyi Kanal.
Elle a tourné dans :
- Hôtel Edelweiss, 2019[1], réalisation Iouriy Roudyy
- Grechanka, 2015[2], Julie, série en soixante épisodes.

## Récompenses

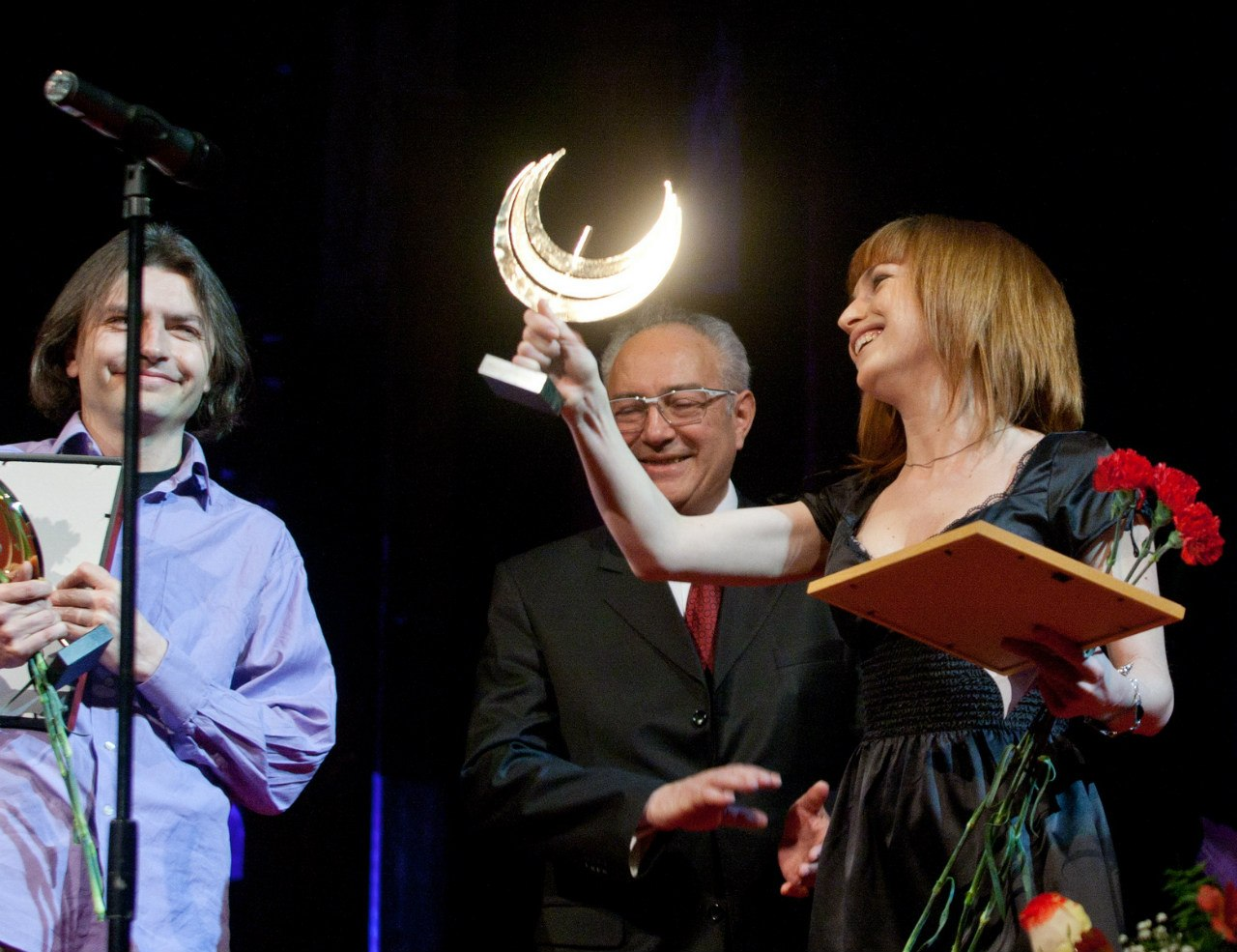
Meilleure actrice, Pectoral de Kiev.

Pectoral de Kiev en 2011.